# Juan Nepomuceno Almonte
Juan Nepomuceno Almonte (Nocupétaro, 15 maggio 1803 – Parigi, 21 marzo 1869) è stato un militare, politico e diplomatico messicano.
Veterano della battaglia di Alamo durante la rivoluzione texana, Almonte fu anche il capo dei conservatori in Messico negli anni 1860 e reggente dello Stato dopo il secondo Impero messicano.

## Biografia

### I primi anni

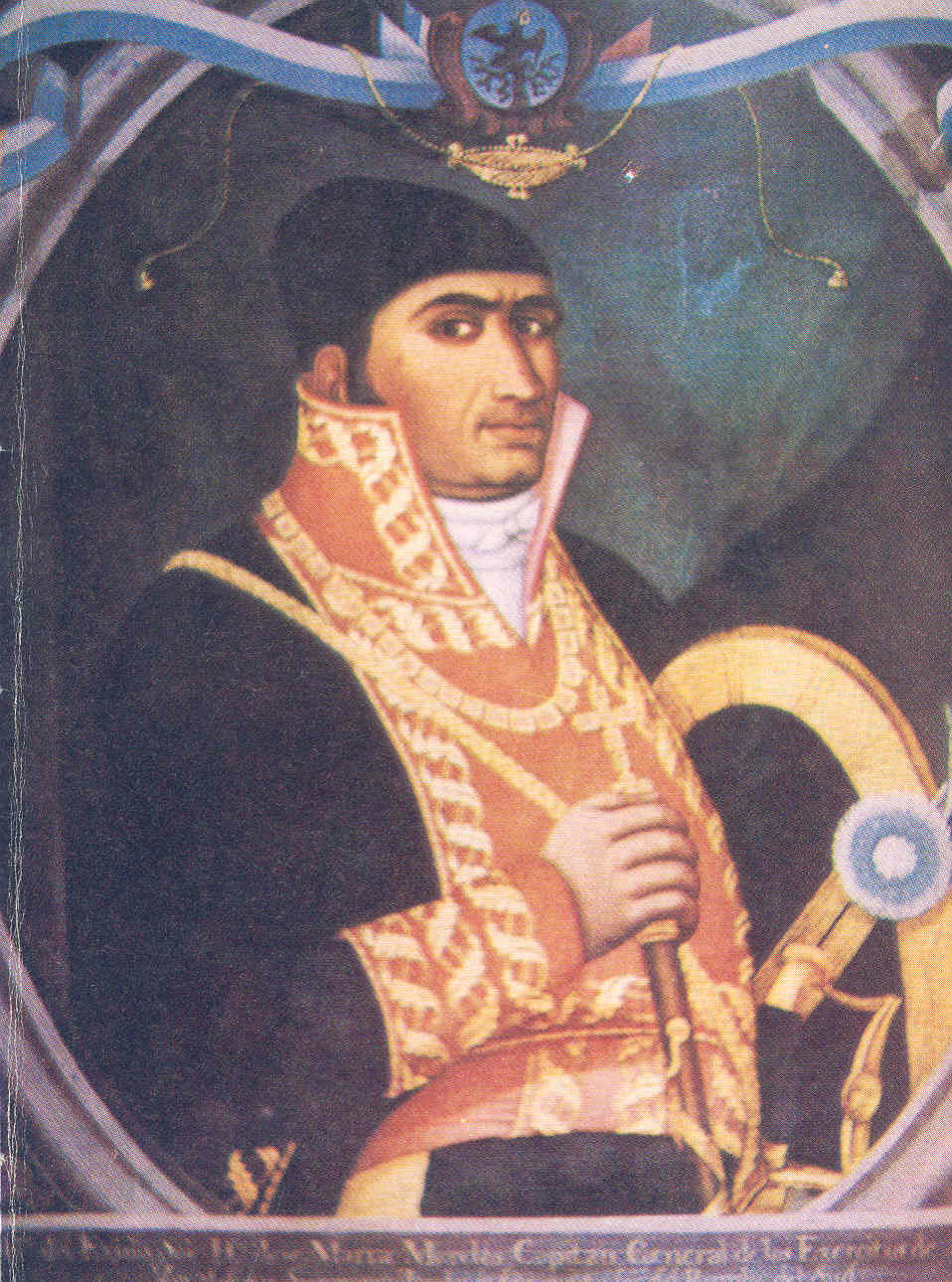
José María Morelos, padre adottivo di Almonte.

Almonte nacque a Nocupétaro, distretto di Carácuaro, nello Stato del Michoacán. Egli era figlio adottivo di José María Morelos, un prete cattolico che aveva guidato gli insorti durante la Guerra d'indipendenza messicana tra il 1811 ed il 1815. Sua madre, Brígida Almonte, era di ascendenza amerindia. Il 9 agosto 1814, suo padre lo nominò generale di brigata e lo fece partecipare all'ultima fase degli scontri in Messico. L'anno successivo, Almonte venne inviato a New Orleans in Louisiana, dove venne educato e dove imparò fluentemente a parlare l'inglese. Mentre si trovava in città lavorò presso il mercante Puech & Bein come commesso, ma dovette fare repentinamente ritorno in madrepatria quando suo padre venne giustiziato il 22 dicembre 1815 nel villaggio di San Cristóbal Ecatepec.
Tra il 1822 ed il 1824, Almonte fu nello staff del capo ribelle José Félix Trespalacios in Texas e poi venne inviato come membro della delegazione messicana a Londra. Almonte assistette quindi l'ambasciatore José Mariano Michelena nei negoziati commerciali con l'Inghilterra che furono poi il primo atto ufficiale della nuova nazione messicana. Nel 1830, mentre presenziavsa al Congresso messicano, Almonte divenne oggetto di attenzione da parte dell'editore di "El Atleta". Egli accusò il presidente Anastasio Bustamante di aver permesso troppa ingerenza straniera negli affari nazionali del Messico e per questa dichiarazione egli venne emesso un ordine di arresto a suo carico il 16 aprile 1830. Costretto a cercare rifugio a New Orleans per le pressioni del governo, poté presto tornare in patria per merito dello stesso Bustamante che lo nominò segretario della Legazione Straordinaria del Messico nel 1831. Il suo nuovo incarico consisteva nel rappresentare il Messico nelle Repubbliche del Sudamerica e nell'Impero brasiliano. Almonte sposò inoltre María Dolores Quesada il 1º marzo 1840 a Città del Messico e la coppia ebbe una figlia di nome María de Guadalupe Anastacia Aleja Brígida Saturnina.

### La rivoluzione del Texas
Nel 1834 il vicepresidente Valentín Gómez Farías ordinò ad Almonte ed al colonnello José María Díaz Noriega di svolgere un tour d'ispezione nel Texas e di stilare un rapporto sulla situazione generale dello Stato. Sul finire del 1836, Almonte venne nominato aiutante di campo di Antonio López de Santa Anna e lo accompagnò in Texas nel tentativo di sopprimere le rivolte ivi scoppiate.
Santa Anna guidò le proprie armate direttamente contro San Antonio de Bexar, dove erano aquartierate un piccolo gruppo di truppe texane della missione di San Antonio. Quando l'armata messicana ebbe occupato la città, il comandante in seconda dei texani, James Bowie, inviò Green B. Jameson a parlare con Santa Anna. Al contrario, Jameson preferì incontrarsi con Almonte. Secondo quanto riporterà poi Almonte nei suoi scritti, nell'occasione i texani chiesero una resa onorevole ma vennero informati che la resa era da considerarsi incondizionata.
Almonte inoltre divenne noto in quel frangente per aver avuto un ruolo rilevante nel salvataggio di Susannah Dickinson. Secondo le interviste poi da lei stessa rilasciate, un ufficiale messicano era intervenuto per salvare la vita sua e di sua figlia: "Quell'ufficiale poteva anche essere un mercenario inglese perché parlava tale lingua molto fluentemente ed aveva nome Black o Almonte".
Il 21 aprile 1836, Almonte, capo del battaglione Guerrero, si arrese al texano Thomas J. Rusk nella Battaglia di San Jacinto, limitandosi a guidare il resto delle azioni militari con un esercito completamente nel panico. Il giorno successivo Santa Anna venne fatto prigioniero e con lui Almonte che svolse la funzione di interprete e negoziatore. Almonte accompagnò Santa Anna durante la sua successiva incarcerazione a Galveston Island. I due vennero quindi portati nei pressi del fiume Brazos e qui impiegati nelle piantagioni di Phelps, a circa 30 chilometri da Velasco, sino all'autunno del 1836. Mentre si trovavano qui correva voce che i messicani fossero intenzionati a progettare un piano per salvarli entrambi e quando venne scoperto, Almonte e Santa Anna vennero forzati alla catena per più di cinquanta giorni. Infine, grazie agli sforzi di Stephen F. Austin e di Sam Houston, Almonte, accompagnato dal vicepresidente texano Lorenzo de Zavala e da Bailey Hardeman venne inviato con Santa Anna a Washington, dove i due incontrarono il presidente statunitense Andrew Jackson. Dopo otto giorni nella capitale degli Stati Uniti, i due lasciarono quella terra il 31 gennaio 1837, facendo ritorno in Messico nel febbraio successivo. Almonte continuò la sua carriera diplomatica e militare e raggiunse il rango di maggiore generale. Nel 1837 pubblicò anche un libro di geografia del Messico.

### Vita politica

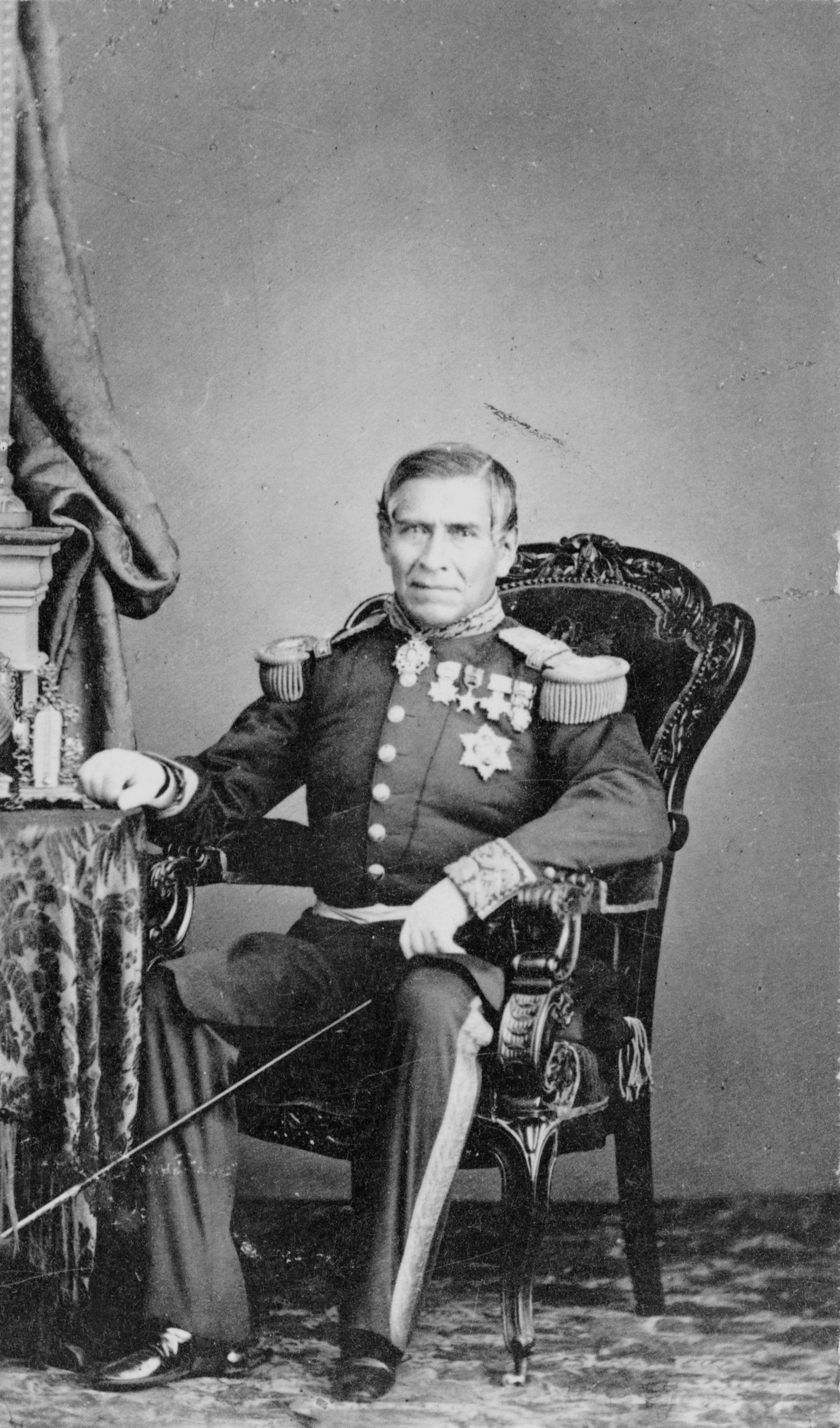
Juan Almonte in una fotografia d'epoca.

Nel gennaio del 1838, Almonte divenne membro della Junta Directiva, che reggeva la direzione della Scuola Normale dell'esercito messicano. Nel marzo del 1838 venne nominato segretario della legazione messicana a Londra. Nel giugno del 1839 Almonte capeggiò la legazione messicana in Belgio. Dal luglio del 1839 all'ottobre del 1841, egli fu segretario dell'esercito e della marina sotto il presidente Bustamante. Almonte venne poi nominato ministro plenipotenziario a Washington tra il 1841 ed il 1845 sotto il presidente José Joaquín de Herrera. Con l'annessione della Repubblica del Texas agli Stati Uniti, Almonte fece i bagagli il 6 marzo e fece ritorno in Messico passando per Veracruz. Almonte favorì l'installazione del generale Mariano Paredes y Arrillaga. Mentre era di passaggio a l'Avana come ambasciatore in Francia, Almonte si riunì col presidente e generale Santa Anna e insieme tornarono in Messico.
Quando scoppiò la Guerra messico-statunitense, José Mariano Salas venne nominato ad interim presidente in nome di Santa Anna ed Almonte prestò servizio come Segretario di Guerra sino a quando non venne rimpiazzato da Valentín Canalizo. Nel febbraio del 1847 Almonte ed alcuni altri generali messicani tentarono di spodestare Gómez Farías dal potere, ma fallì. Il gruppo venne arrestato e tenuto in prigione per qualche tempo nel convento di Santiago Tlatelolco.
Dopo la guerra, Almonte prestò servizio come senatore ad Oaxaca per quattro anni e poi fu rappresentante al parlamento sotto il presidente Santa Anna. Nel 1856 venne nominato ministro per Inghilterra, Francia e Spagna. Ancora una volta per mare, Almonte venne coinvolto nella promozione dell'intervento straniero per concedere al Messico un governo monarchico, pensando anche di prendere il trono per sé stesso. Le sue macchinazioni ai danni della repubblica, culminarono con l'Intervento francese in Messico. Nel 1858, Benito Juárez venne eletto presidente degli Stati Uniti Messicani per difendere la costituzione stabilita il 5 febbraio 1857. Dopo alcune lotte interne, Juárez venne rieletto nel 1861. Per via dell'instabilità finanziaria, il Congresso sospese i pagamenti per i debiti con l'estero per due anni.
Almonte fu tra i firmatari del Trattato Mont-Almonte con la Spagna nel 1859: in questo trattato il Messico saldò subito i propri debiti con la Spagna a patto che questa venisse in soccorso allo Stato messicano contro il Partito Liberale Messicano.
Con l'avvento della monarchia, egli venne nominato Luogotenente dell'Impero dall'imperatore Massimiliano nell'aprile del 1864 e dopo alcune settimane ottenne il titolo di Maresciallo dell'Impero. Così facendo, Almonte seppe legarsi alla persona del nuovo imperatore durante il suo breve regno. Quando Massimiliano venne scacciato da una sommossa popolare e condannato poi a morte, Almonte si rifugiò in Europa, trascorrendo i suoi ultimi giorni in esilio a Parigi.